# Gorges de Kherrata
Les gorges de Kherrata sont des gorges situées à Kherrata, dans la wilaya de Béjaïa, en Algérie.

## Histoire
En 2015, les travaux de modernisation de la route des gorges sont lancés par le groupe turc Özgün. Les travaux de modernisation comprennent 7,6 km de route et la réalisation de trois nouveaux tunnels d'une longueur totale de 1 135 mètres.

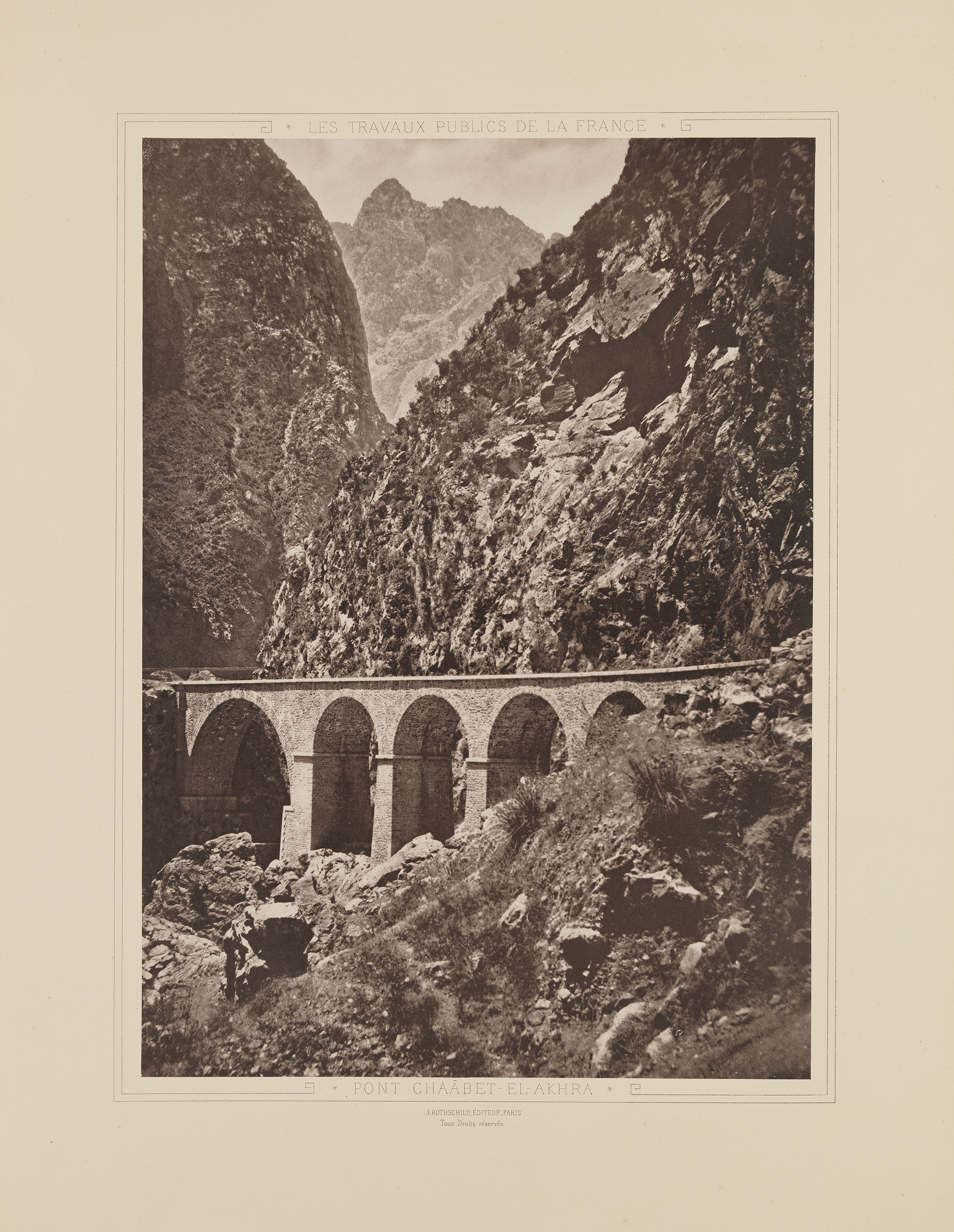
Pont Chaabet-El-Akra en 1883.
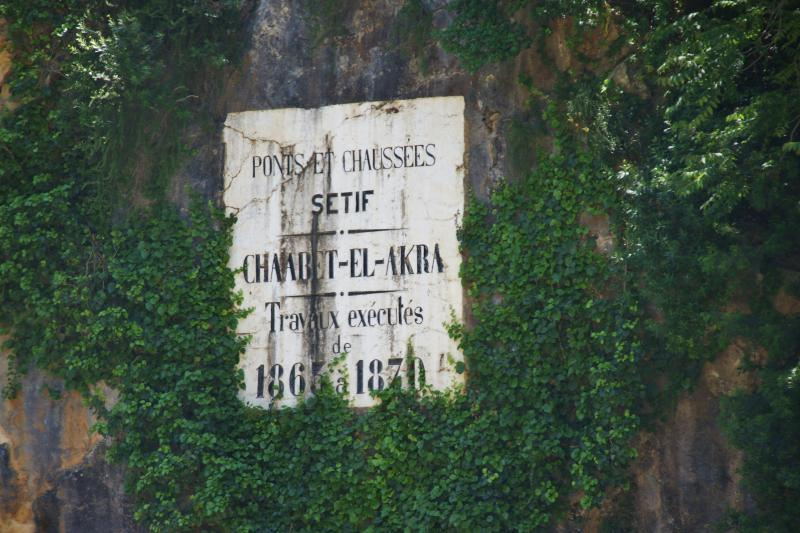
Plaque commémorative du pont Chaabet-El-Akra.

## Accès
On y accède depuis la route nationale 9 au niveau de la ville de Kherrata.